# Alcmane
Alcmane (in greco antico: Ἀλκμάν?, Alkmán; Sardi, ... – ...; fl. VII secolo a.C.) è stato un poeta greco antico.

## Biografia

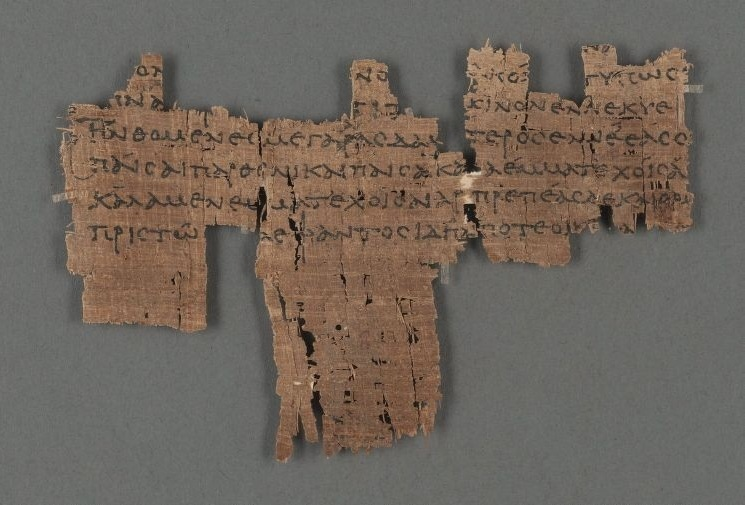
Uno dei papiri di Ossirinco, contenente un frammento delle poesie di Alcmane

Alcmane sarebbe vissuto nella seconda metà del VII secolo a.C. e, secondo alcune tradizioni, era di Sardi. 
Visse, comunque, per lo più a Sparta dove, secondo la tradizione, era stato condotto come schiavo: più verosimilmente però, egli era nativo di Sardi, trasferitosi poi a Sparta per l'alto livello culturale e l'elevato prestigio raggiunto dalla città all'epoca di Alcmane, prima del rigido rigore militare imperante nella Sparta del V secolo a.C.  Studiò, inoltre, alla scuola di Terpandro, di cui avrebbe proseguito la tradizione corale.
Fu sepolto presso il campo dove, a Sparta, si allenavano i giovani guerrieri.

## Opere
La produzione poetica di Alcmane fu raccolta dai filologi alessandrini in sei libri: tuttavia, l'ordine dato ai componimenti è poco chiaro, ad eccezione dei primi due che contenevano i parteni. Della sua opera ci restano circa cento frammenti.
Ad Alcmane la leggenda vuole fosse attribuito l' "alcmanio", ossia un tetrametro dattilico che nei cola viene usato sia in forma catalettica che cataletta (molto frequente nei Parteni sopravvissuti), e fu usato anche da Orazio, accostandolo agli esametri dattilici.

## Il mondo poetico e concettuale di Alcmane

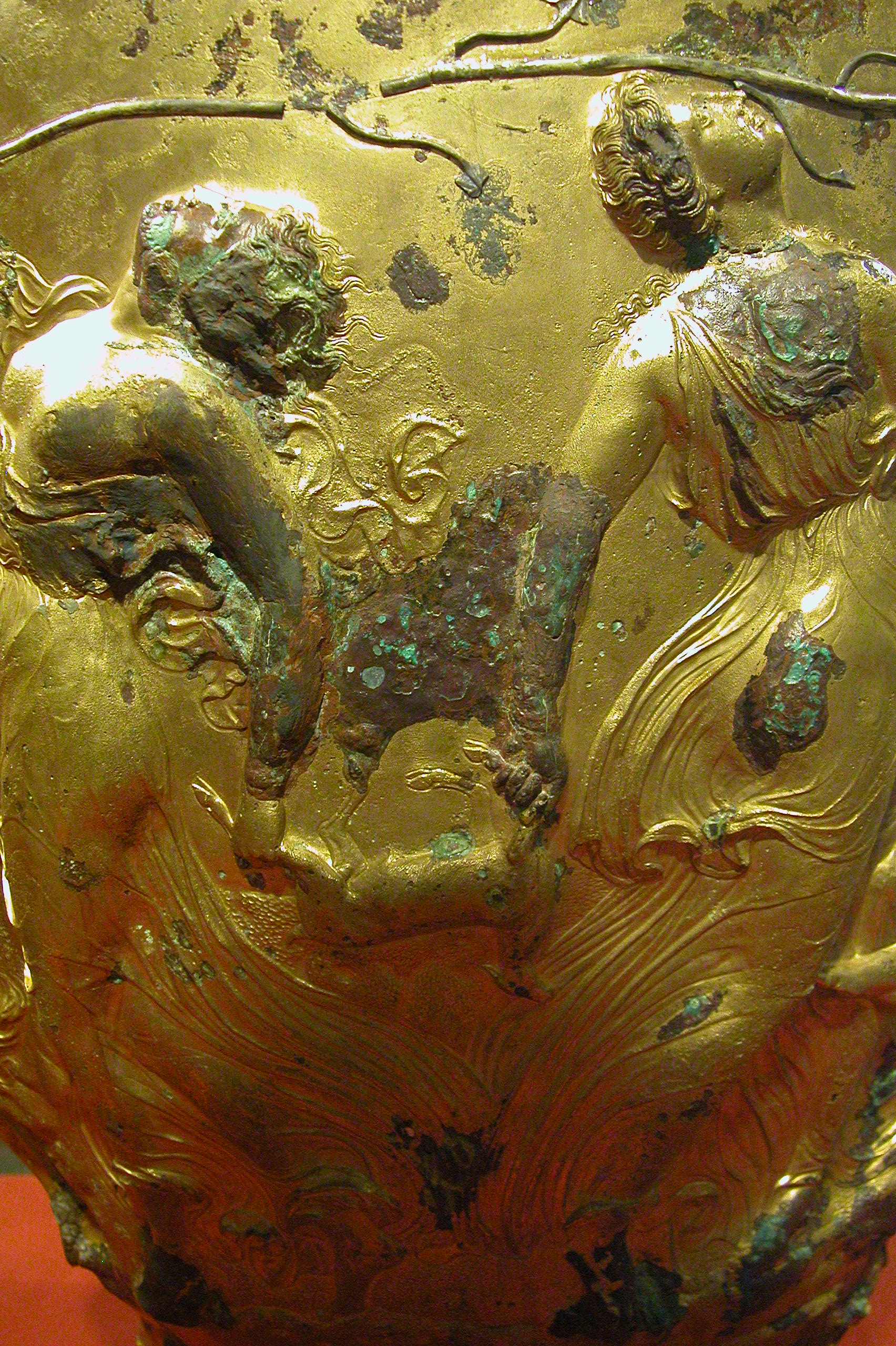
Menadi danzanti recanti un agnello o capretto sacrificale

Fu considerato l'inventore della poesia melica e della lirica amorosa oltreché cantore di imenei, anche se celebri sono i suoi parteni: una forma leggera di lirica corale che dalla solenne invocazione alle Muse e successiva proposizione di un mito di solito di ambientazione locale prosegue con una massima gnomica (da γνωμη, sentenza) con cui si riallaccia al presente e all'effettivo svolgimento della cerimonia religiosa, svolta in onore degli dei (Artemide, Apollo, Zeus, Afrodite), rinvii alla divinità cui era dedicato il rito e a richiami poetici al canto e alla danza (occupazione centrale dell'istituzione di cui le giovani facevano parte). I parteni (da παρθένος,"vergine") erano destinati all'esecuzione da parte di un coro di fanciulle durante rituali iniziatici, conclusione del processo di educazione per le ragazze dell'aristocrazia spartana, e in generale dell'educazione dei rampolli dell'aristocrazia  . 
Uno dei temi più ricorrenti nei frammenti di parteni è l'amore: scopo di questo procedimento pedagogico era infatti educare le fanciulle al loro futuro ruolo di madri e di mogli nella società, e dunque era di fondamentale importanza non solo un'educazione culturale, ma anche educare dal punto di vista sentimentale. A giudicare da alcuni lunghi frammenti che ci sono pervenuti (il principale è il Partenio I, o Grande partenio), sembra che in queste istituzioni affini ai tiasi di Lesbo, i rapporti omoerotici, non solo con la maestra (come accadeva a Lesbo), ma anche fra le allieve (e regolati dalla bellezza), fossero considerati normali e fossero vissuti come parte fondante del periodo di vita in comune all'interno di queste realtà; nel partenio infatti grande spazio è dedicato, attraverso le parole del coro di allieve, a lodare la bellezza della maestra e corega Agesicora (in greco "colei che guida il coro"), che garantisce il buono svolgimento della cerimonia religiosa e che assieme ad Agidò, un'altra ragazza del gruppo che nell'interpretazione più probabile assiste Agesicora in una funzione ben distinta del rito iniziatico, è la vera protagonista del canto. 
Nel celebre frammento del cèrilo, che compare nel frammento 147 Cal.m il fiore del cìpero (erba medicinale usata in ginecologia), rappresenta la verginità.
Notevoli poi sono i frammenti nei quali si descrive la quiete di un paesaggio notturno in Laconia, o ancora il lamento del poeta (o comunque di una figura non meglio identificata che è probabile sia Alcmane) per non essere un cerilo, vale a dire il maschio degli alcioni, il quale non verrebbe però trasportato dalle femmine sulle loro ali, come sostiene Antigono di Caristo, perché il poeta, con il pretesto della difficoltà di movimento dovuta alla vecchiaia, chiude i versi con un'immagine di volo sul pelo dell'acqua affrontata da un uccello "νηλεές ητορ έχων" (con cuore coraggioso) quindi incompatibile con un'idea di trasporto passivo.

## Stile e destinatario
Lo stile del Grande partenio e di gran parte dei frammenti di Alcmane è quello della cosiddetta lirica corale, di cui un elemento caratterizzante è costituito dall'alternanza tra i pronomi "io" e "noi", che in questo caso è sempre riferito alla collettività del coro. Altri elementi tipici dei parteni sono l'elogio tramite paragoni con animali, come il riferimento ai cavalli di razza (vv.50-63 del poema) e al cigno, animale sacro ad Apollo (v.101 del Grande partenio), e la narrazione del rapporto tra le allieve e la maestra e tra di loro (gelosie, invidie, sofferenze amorose, ecc.) 
La poesia corale è rivolta all'intera collettività, sicché l'uditorio a cui Alcmane si rivolgeva era costituito dalla comunità cittadina. Il poeta diventa il portavoce della vita associata, e la poesia veniva cantata durante cerimonie religiose di rilevanza sociale e politica. 
Il dialetto di Alcmane è il dorico letterario, caratteristico della lirica corale, che presenta molti elementi comuni all'epos e alla lirica eolica. Frequenti sono gli elementi dialettali che completano l'impasto linguistico.

## Innovazione della poesia di Alcmane
Alcmane fu il primo poeta ad affiancare  alla grande strofe corale, composta da strofe, antistrofe ed epodo, l'impostazione più breve della lirica lesbica, costituita da strofe giustapposte (versi monostrofici).

## Alcuni frammenti
- Partenio I (fr. 3 Garzya = 3 Calame)
- Dormono le cime dei monti (fr. 49 Garzya)
- Il cerilo (fr. 90 Calame)
- Non era un uomo rustico (fr. 16 Davies)

## Opere ispirate ad Alcmane
- Sintassi Teatrali (1968): Frammento n. 48 da Alcmane di Giuseppe Sinopoli.
- Notturno, canzone dal disco La luna di Angelo Branduardi, del 1975.